# Доши, Авни
Авни Доши (англ. Avni Doshi; род. 1982, Нью-Джерси) — американская писательница.

## Биография
Авни Доши выросла в Нью-Джерси, в семье индийских иммигрантов. С детства она регулярно навещала семью матери в Пуне (Индия), а в подростковом возрасте помогала в миссии, основанной матерью Терезой в Калькутте. Многие члены семьи придерживались философии ашрама Ошо, которую она отразила в своем первом романе.
Изучала историю искусств в Барнард-колледже в Нью-Йорке, который окончила со степенью бакалавра искусств. Дальнейшие исследования в этой же области позволили ей получить степень магистра в Университетском колледже Лондона. По собственным словам, она переехала в Мумбаи в 2012 г. из-за увлечения искусством Южной Азии. Сама Доши утверждает, что большую часть своей взрослой жизни чувствовала себя чужой в обществе. Жизнь одинокой женщины в Индии этого не изменила. Тем не менее, по её словам, взгляд наблюдателя впоследствии помог ей в писательской деятельности. В 2014 г. она переехала обратно в США, где встретила своего будущего мужа, который был родом из Дубая.
В настоящее время Доши живет в Дубае вместе со своим мужем. В браке родились сын (2018 г.) и дочь (2020 г.).

## Творчество
По её собственному признанию, она много читала, но никогда не писала. К двадцати годам она заинтересовалась современной фантастикой. Затем Доши начала писать. Её статьи публиковали в британских журналах Vogue, Granta, The Sunday Times. Статья в индийском журнале Harper’s Bazaar, в которой она выразила нерешительность по поводу планирования семьи, вызвала недовольство в ее семье.
В 2019 году Доши дебютировала с романом «Girl in White Cotton», который был впервые опубликован в Индии. Действие романа происходит в индийском городе Пуна и повествует о нетрадиционных отношениях матери и дочери, осложненных болезнью Альцгеймера у её матери. Роман «Girl in White Cotton» будет переведен более чем на 20 языков. В Великобритании роман был опубликован под названием Burnt Sugar и в 2020 году вошёл в шорт-лист Букеровской премии 2020 г. В 2013 г. она уже получила за этот роман премию Tibor Jones South Asia Prize. Однако агентство, представлявшее ее интересы, заказало серьезную переработку. Затем в течение семи лет Доши создала в общей сложности восемь различных черновиков романа. В середине процесса написания романа её бабушка заболела болезнью Альцгеймера и Доши почерпнула для себя много информации об этой болезни и включила её в роман в качестве одного из компонентов, хотя и не называет книгу автобиографической. Сам процесс написания Доши описывает как тяжелую «борьбу», тем более что у нее не было степени в области творческого письма и она не посещала никаких занятий по писательскому мастерству. В 2018 году она представила законченную рукопись.
Окончательный вариант романа получил высокую оценку международных критиков, которые поставили произведение в один ряд с «Материнством» Шейлы Хети и «Послесловием» Рэйчел Куск, «Погодой» Дженни Оффилл или «Обычными людьми» Дианы Эванс или сравнили его с творчеством Деборы Леви. Коллеги-писатели, как Фатима Бхутто, Элизабет Гилберт и Оливия Суджич, также высоко отозвались о дебютной работе Доши.

## Произведения
- Girl in White Cotton, 2019 (Индия)
  - Burnt Sugar, 2020 (Великобритания) / «Жжёный сахар»[6]